# Bromkyan
Bromkyan je bílá krystalická anorganická látka se vzorcem BrCN.

## Výroba
Běžně se tato látka vyrábí reakcí dikyanu s bromem, dle rovnice:

NC-CN + Br2 → 2BrCN

Jednodušší a mnohem bezpečnější (dikyan je prudce jedovatý plyn) je reakce bromu s kyanidem sodným popř. kyanidem draselným, meziproduktem je opět dikyan a bromové radikály. Vše probíhá dle rovnice:

Br2 + KCN → Br· + KBr + ·CN → KBr + BrCN

## Reakce
Při kontaktu této látky s vodou, třeba i vzdušnou vlhkostí, probíhá reakce, při níž vznikne kyanovodík a kyselina bromná:

BrCN + H2O → HCN + HBrO

Reakcí s hydroxidy vzniká kyanid příslušného kovu a bromnan příslušného kovu:

2NaOH + BrCN → NaCN + NaBrO + H2O

## Použití
Tato látka se běžně používá při analýze peptidů.